# مالاریا (فیلم)
مالاریا فیلمی به کارگردانی و نویسندگی پرویز شهبازی و تهیه‌کنندگی مسعود ردایی محصول سال ۱۳۹۴ است. این فیلم در هفتاد و سومین دوره جشنواره بین‌المللی فیلم وِنیز در بخش رسمی مسابقه افق‌ها پذیرفته شد.

## خلاصه داستان
این فیلم داستان دختر و پسری است که عاشق یکدیگر هستند و برای نجات جان دختر از محل زندگیشان فرار می کنند و در همین راه رفتن به تهران با پسری آشنا می شوند که او را درگیر ماجرای خودشان می کنند.

## بازیگران
| بازیگر        | نقش   | توضیحات              |
| ------------- | ----- | -------------------- |
| ساعد سهیلی    | مرتضی | دوست پسر حنا         |
| ساغر قناعت    | حنا   | دوست دختر مرتضی      |
| آزاده نامداری | سمیرا | دختر عمهٔ آذرخش       |
| آذرخش فراهانی | آذرخش | خواننده گروه مالاریا |

## جوایز
| سال  | جشنواره                              | قسمت                       | نامزد         | نتیجه    | جایزه                          |
| ---- | ------------------------------------ | -------------------------- | ------------- | -------- | ------------------------------ |
| ۱۳۹۵ | سی و چهارمین دوره جشنواره فیلم فجر   | بهترین بازیگر نقش مکمل مرد | آذرخش فراهانی | نامزدشده | سیمرغ بلورین                   |
| ۲۰۱۶ | جشنواره بین‌المللی فیلم ورشو          | مسابقه بین‌المللی           |               | برنده    | بهترین فیلم                    |
| ۲۰۱۷ | جشنواره بین‌المللی اورنبورگ           | مسابقه                     |               | برنده    | بهترین فیلم                    |
| ۲۰۱۷ | جشنواره بین‌المللی فیلم داکا          | مسابقه                     | پرویز شهبازی  | برنده    | بهترین کارگردان                |
| ۲۰۱۷ | جشنواره بین‌المللی فیلم‌های شرقی ژنو   | مسابقه                     |               | برنده    | تندیس طلایی بهترین فیلم        |
| ۲۰۱۷ | جشنواره فیلم‌های ایرانی سان فرانسیسکو | مسابقه                     |               | برنده    | بهترین فیلم                    |
| ۲۰۱۷ | جشنواره فیلم‌های ایرانی سان فرانسیسکو | مسابقه                     | پرویز شهبازی  | برنده    | بهترین کارگردان و فیلمنامه‌نویس |